# Laan (weg)

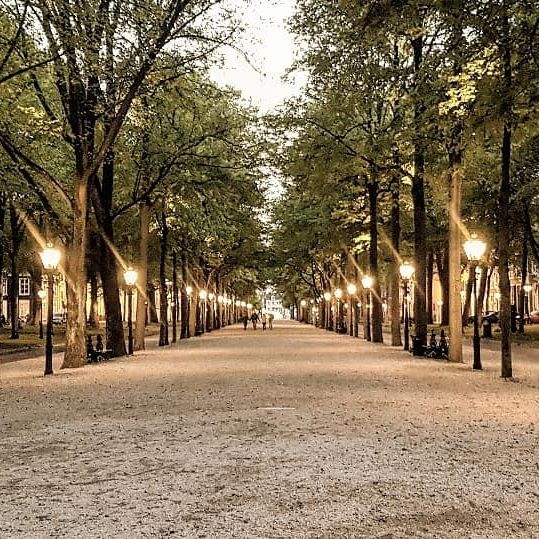
De lange lindelaan: het Lange Voorhout.

Een laan is een weg die aan beide zijden geflankeerd wordt door (laan)bomen. De bomen worden aangeplant voor schoonheid, prestige of nut. Ze bieden schaduw en verkoeling, bescherming tegen weer en wind en hun hout wordt nuttig gemaakt. Lanen met loofbomen hebben tevens een brandvertragende functie in droge gebieden of in productiebossen van licht brandbaar naaldhout.

## Plantverband

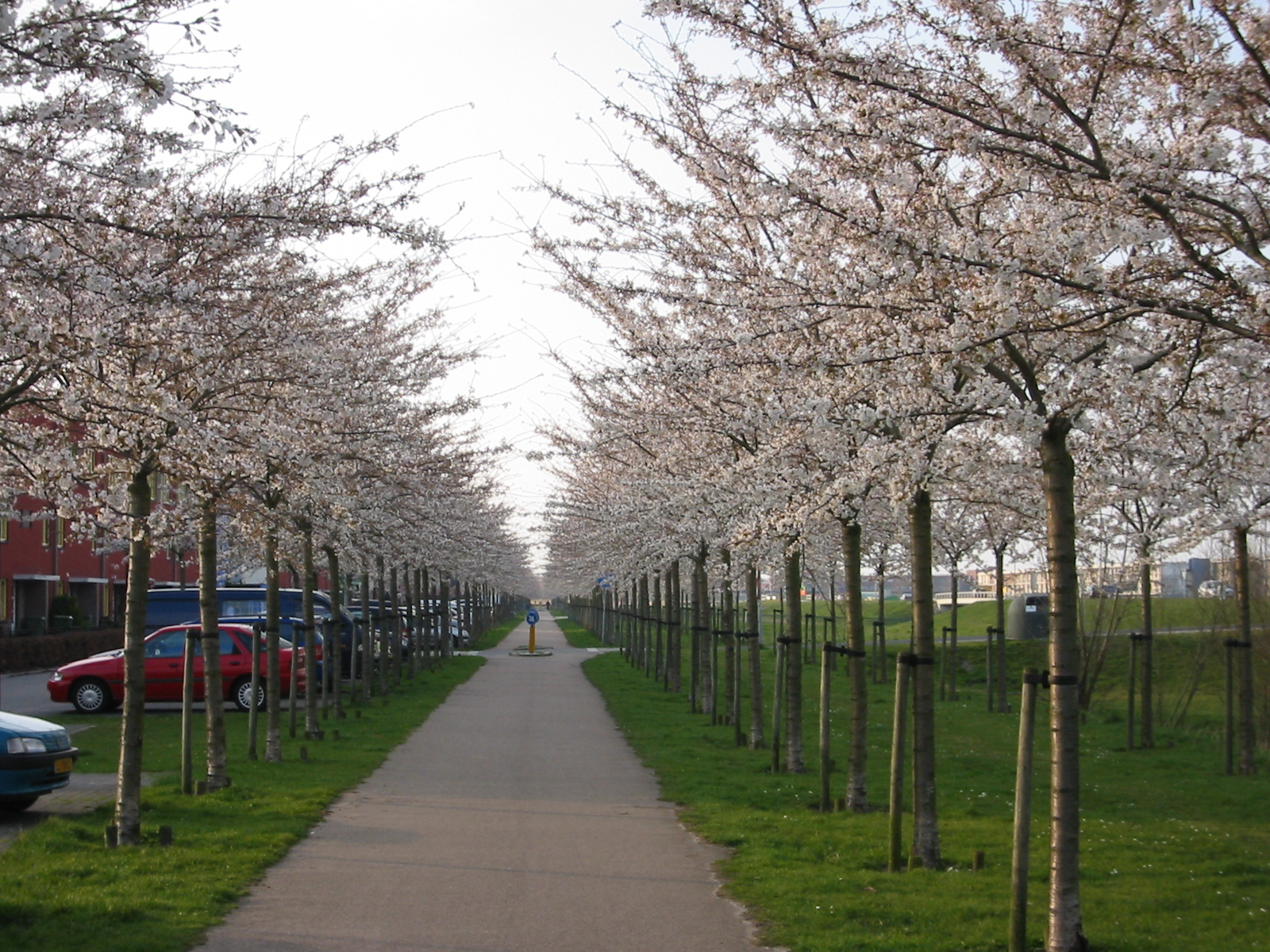
Laantje met jonge kersenbomen

Aanplanting van bomenrijen langs de lanen gebeurt vaak in zogeheten plantverbanden. De enkele of dubbele rijen bomen konden in verschillende verbanden zijn aangebracht, waarbij rekening werd gehouden met onder meer de gewenste zichtassen en soort weggebruiker.

## Lanen voor de armee
Napoleon Bonaparte liet veel wegen aanleggen in Frankrijk en in de specificatie van die wegen stond dat er ook bomen aan weerszijden geplant moesten worden. Die leverden koele schaduw, waardoor soldaten gemakkelijker lange afstanden konden afleggen. In het moderne Frankrijk geven die bomen soms veiligheidsproblemen. Auto's kunnen er immers makkelijk in botsing mee komen, vooral indien ze bestuurd worden door onoplettende of onverantwoordelijke chauffeurs.

## Zichtlaan
Een zichtlaan is een laan die een zichtas biedt op bijvoorbeeld een kasteel of landgoed. Er zijn wel optische handigheidjes gebruikt om het eigen goed groter en indrukwekkender laten lijken dan het was.

## Steden
Bomen bieden verkoeling en de wind wordt erdoor getemperd. Dat is een van de redenen waarom lanen ook in steden zo gewaardeerd worden. Klassiek is het gebruik van beuken en platanen, vanwege hun natuurlijke schoonheid en gemak in het onderhoud. In feite zijn alle bomen geschikt die voldoende hoog opgesnoeid kunnen worden, zoals de kers op de afbeelding.

## Polders
Eeuwenlang bewezen de houtwallen langs lanen, maar ook langs weiden, watergangen, erven en boomgaarden, hun nut in het dagelijks leven op het platteland. In Nederlandse polders ziet men veelal rijen wilgen en de populieren die door Marsman onsterfelijk gemaakt zijn in zijn gedicht Herinnering aan Holland: Denkend aan Holland zie ik […] rijen ondenkbaar ijle populieren als hooge pluimen aan de einder staan. Ook in de 21e eeuw zijn deze bomen nog zeer bepalend voor het Nederlandse polderlandschap, maar de keuze van deze soorten is vooral bepaald door praktische overwegingen. Beide soorten groeien snel, hebben weinig onderhoud nodig en zijn makkelijk aan te planten. Vooral wilgen zijn in voldoende vochtige grond te vermeerderen door enkel een twijg in de grond te steken. Populieren en wilgen verschillen echter in het hout dat ze leveren en de windkering die ze bieden.

### Windsingels
Veel kweekrassen van populieren krijgen pas hoog boven de grond uitlopers, die dan ook nog vrij smal zijn, wat de hooge pluimen oplevert die Marsman zich herinnert. Daardoor kunnen ze in betrekkelijk smalle bermen geplant worden zonder dat langsrijdende vrachtauto's er last van hebben. Hoewel deze hoge bomen letterlijk veel wind vangen, zijn er rassen die ook voor het polderland voldoende windvast zijn. Dergelijke windsingels reduceren de windsnelheid op landschappelijke schaal, maar beschermen de weggebruikers niet bijzonder goed tegen de weersomstandigheden. Rassen die dicht boven de grond al takken vormen zijn daar beter geschikt voor, maar leveren uiteraard knoestiger populierenhout. Een andere aanpak is het tussenplanten van struiken. 
In plaats van populieren kan men ook kiezen voor wilgen, die veel lager blijven en een meer directe bescherming bieden tegen storm en windvlagen. Wilgen hebben vanwege hun laag uitlopende kruin wel een bredere berm nodig en vallen eerder om, ook al doordat ze makkelijk hol worden, waarbij de stam over de volle lengte kan splijten. Als ze aan de rand van een talud geplant worden, zullen ze van de weg vandaan vallen, wat veelal minder kans op schade geeft. 

### Houtsingels
De windsingels hadden een dubbelfunctie als houtsingels en hebben dat in mindere mate nog steeds. Als de agrarische bevolking in najaar en winter minder werk voorhanden had, snoeide en kapte men de bomen voor eigen gebruik en doorverkoop. Zowel populieren als wilgen leveren hout dat taai, maar zacht is en gemakkelijk met handgereedschap bewerkt kan worden. Bekend is de klompenmakerij die populier en in mindere mate wilg gebruikt, maar het hout is ook geschikt voor kistjes, kratjes, stekers, krabbers, lucifers en ander klein gereedschap voor huishouden en boerenbedrijf. Goed gedroogd is het duurzaam en werd het gebruikt voor het gebint van boerderij en schuur. Met de dunne uitlopers kon men grove matten vlechten en bindmateriaal maken, maar voor die toepassing is wilgenhout bekender en geschikter. Omdat het zachter, maar taaier is, levert het fijner vlechtwerk, dat ook geschikt is voor manden. De waterbestendigheid van wilgenhout heeft geleid tot de rijsmatten, die eeuwenlang in de waterbouw gebruikt zijn.
Door het verdwijnen van houtsingels is het voor industriële verwerkers van populierenhout moeilijker geworden om aan hun grondstof te komen.